# The American Journal of International Law
The American Journal of International Law (littéralement Le Journal américain du droit international) est une revue de langue anglaise consacrée aux recherches en droit international et les relations internationales. Il est publié chaque trimestre depuis 1907 par la Société américaine du droit international (ASIL) et est disponible pour les membres inscrits en ligne par le biais du partenaire de publication JSTOR.
Le Journal contient des résumés et des analyses de décisions rendues par des tribunaux ou cours d'arbitrage nationaux et internationaux et de pratique contemporaine américaine en droit international. Chaque numéro liste des publications récentes en anglais et d'autres langues, dont beaucoup sont examinées en profondeur. Les anciens numéros de la revue contiennent des textes intégraux de première importance dans le domaine du droit international.
L'histoire de la Société et ses contributions au droit international sont décrites par Frédéric L. Kirgis dans The American Society of International Law's First Century: 1906-2006 (Brill, 2006), littéralement Le Premier Siècle de la Société américaine de droit international : 1906-2006.
Selon le Journal Citation Reports, le journal a en 2014 un facteur d'impact de 1,667, ce qui le classe 14e parmi 85 revues dans la catégorie "Relations internationales"[réf. incomplète].